# George Sanger
George Sanger (* 23. Dezember 1825 in Newbury, England; † 28. November 1911 in Middlesex) war ein britischer Zirkus-Impresario.
George Sanger arbeitete zunächst im fahrenden Guckkasten-Geschäft seines Vaters. 1853 gründete er mit seinem Bruder John Sanger ein eigenes Show-Geschäft. 1871 mieteten sie Astley’s Amphitheatre in London und betrieben einen großen Wanderzirkus. Ende der 1870er Jahre lösten die Brüder ihre geschäftliche Verbindung.
George Sanger veröffentlichte 1908 seine Lebenserinnerungen Seventy Years a Showman.